# فرانكي بيريز
فرانكي بيريز (بالإنجليزية: Frankie Perez)‏ هو فنان قتال مختلط أمريكي، ولد في 11 مايو 1989 في والينغتون في الولايات المتحدة.

## وصلات خارجية
- فرانكي بيريز على موقع يو إف سي (الإنجليزية)
- فرانكي بيريز على موقع شيردوغ (الإنجليزية)
- فرانكي بيريز على موقع Tapology.com (الإنجليزية)
- فرانكي بيريز على موقع IMDb (الإنجليزية)